# قاريونس

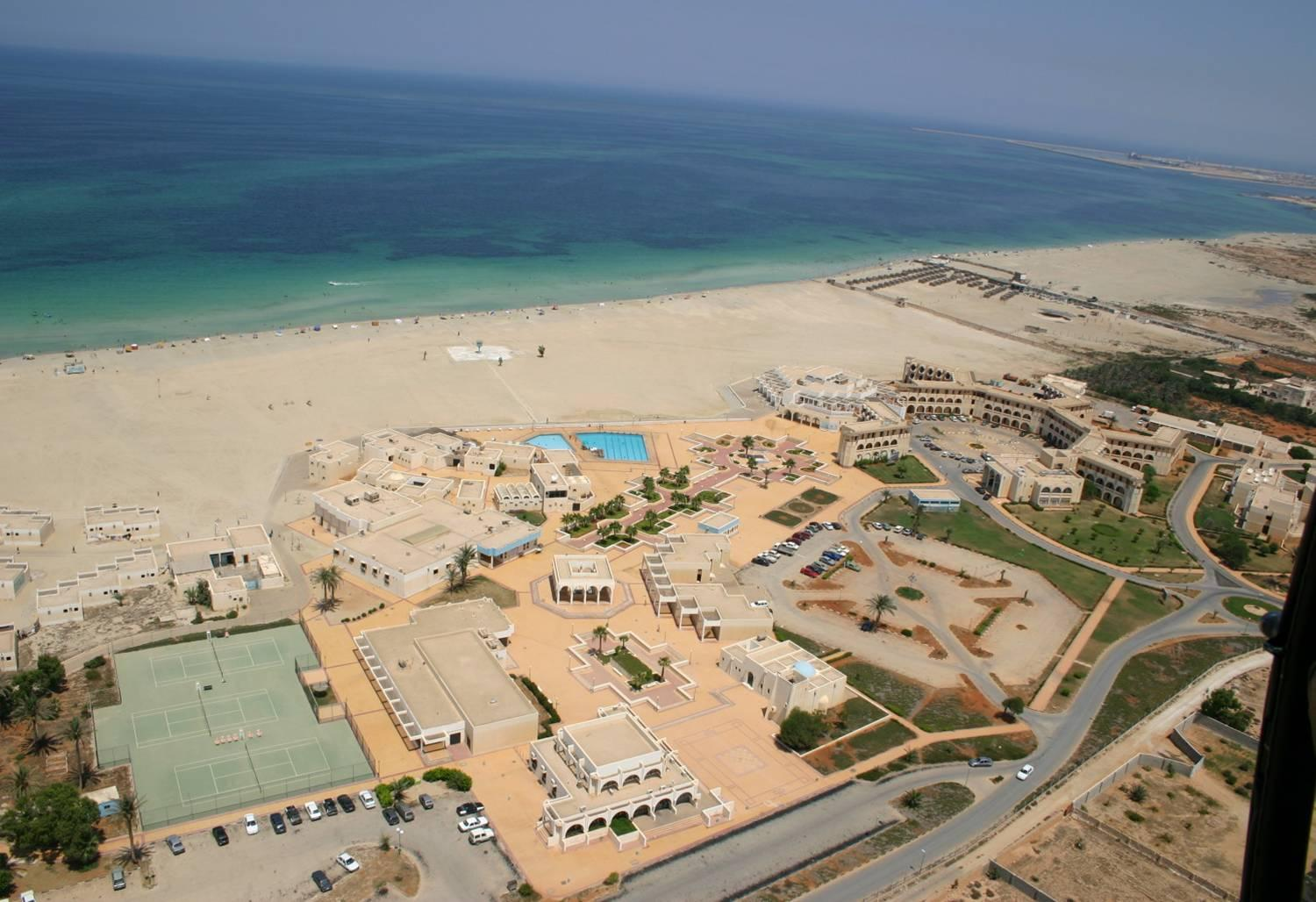
بقاريونس

قاريونس، حي يقع في المدخل الغربي لمدينة بنغازي ثاني كبرى المدن الليبية. يحده من الشمال حي القوارشة وحي الفويهات، وغربا حي قنفودة ومن الشرق حي طابلينو.

## التعليم
اشتهر هذا الحي بالجامعة التي حملت اسمه جامعة قاريونس وهي أقدم الجامعات الليبية. 
كما يوجد مدارس بالحي لمختلف المراحل الدراسية 
مدرسة قاريونس للتعليم الأساسي
مدرسة قاريونس للتعليم الثانوي
مدرسة الأمل المشرق للبنات
مدرسة السد العالي للبنات